# Mandeure
Mandeure ist eine französische Gemeinde mit 4672 Einwohnern (Stand 1. Januar 2022) im Département Doubs in der Region Bourgogne-Franche-Comté. Sie liegt im Tal des Doubs, einem linken Nebenfluss der Saône.
Die Gemeinde gehört zum Gemeindeverband Pays de Montbéliard Agglomération und somit zum Ballungsgebiet von Montbéliard.
Mandeure ist nördlicher Ausgangspunkt des Fernwanderwegs Grande Traversée du Jura.

## Geschichte

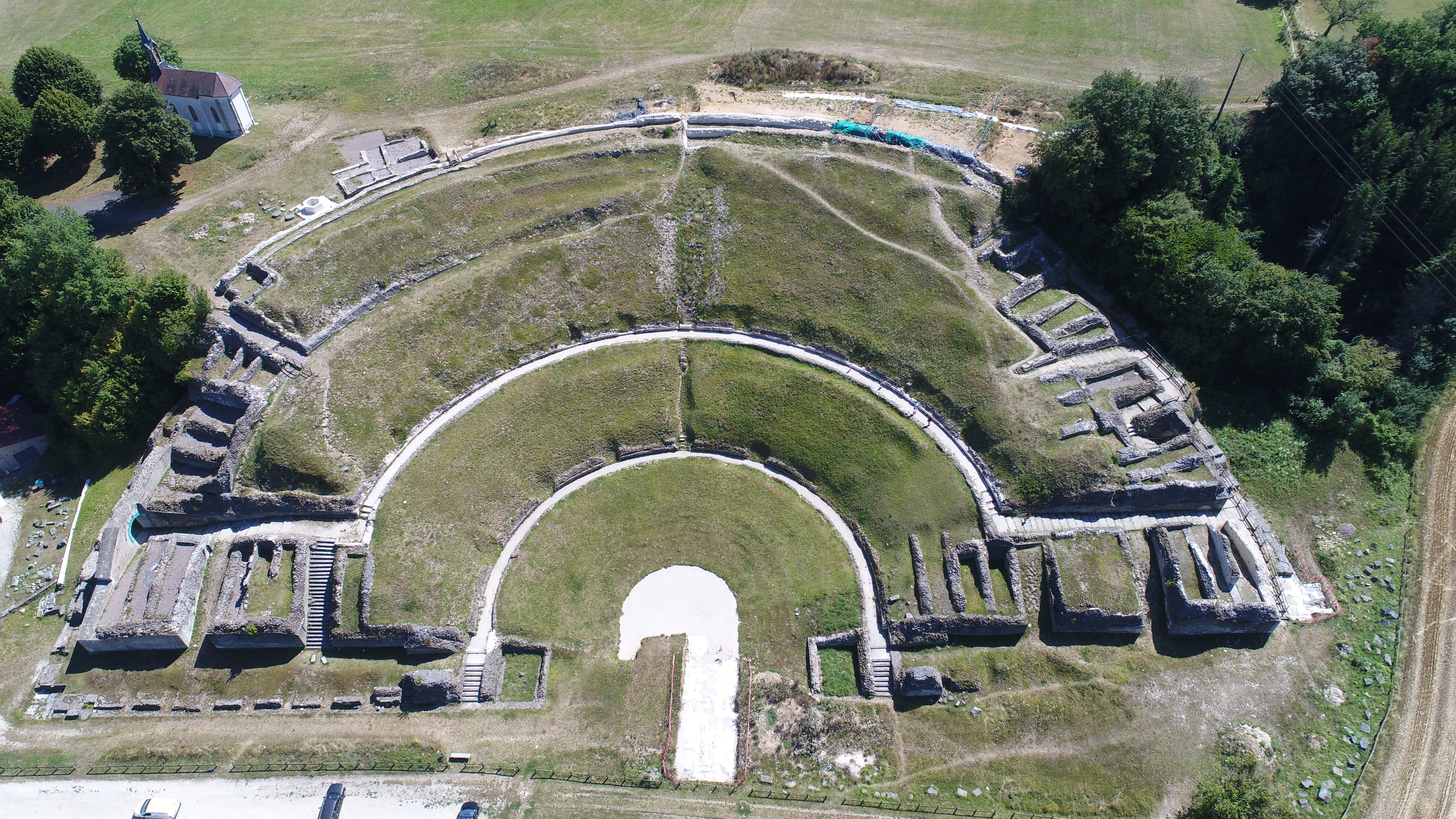
Gallo-römisches Theater in Mandeure

In der Römerzeit hieß Mandeure Epomanduodurum. Es ist nicht sicher, ob dieser Name aus dem Keltischen oder dem Römischen stammt. Zu jener Zeit hatte es als Stadt überregionale Bedeutung. Die augenfälligsten Überreste von damals gehören zu einem der größten gallo-römischen Theater. Ansonsten fanden sich Thermen und Wohnhäuser.
Im 12. Jahrhundert teilten sich die Erzbischöfe von Besançon und die Grafen von Mömpelgard das Gebiet auf.
Am 25. Juli 1583 erreichte die Reformation Mandeure. In der darauffolgenden Zeit gab es eine Gemeinde von circa 300 Katholiken als Teil des Erzbistums und eine andere aus etwa 30 Lutheranern unter dem Fürsten von Montbéliard (Württemberg).
Die verschiedenen Interessen teilen die Ortschaft später in zwei Gemeinden. 1755 entstand der erste lutherische Kirchbau der Stadt, eine der zwanzig Kirchen, die im Auftrag Herzog Carl Eugens in seiner langen Herrschaft (1737–1793) neu erbaut oder erneuert wurden.
Am 15. April 1792 wurde Mandeure eine unabhängige Republik mit dem Wahlspruch aquila non capit muscas (dt.: Der Adler nimmt keine Fliegen bzw. Dem Adler genügen keine Fliegen). Dieser gilt noch heute. Kurz danach, am 10. Oktober 1793 wurde Mandeure an Frankreich eingegliedert und gehörte fortan zum Département Doubs.
1844 galt der kleine Kultraum in der heutigen Rue Charles Goguel als zu klein. Die lutherische Kirchengemeinde beauftragte Frédéric Morel-Macler mit dem Bau einer neuen Kirche neben dem bestehenden lutherischen Friedhof. Nach Abschluss der Bauarbeiten (1845–1848) weihte Pastor Charles Goguel die neue Kirche am 15. Oktober 1848 ein. Nach Schäden im Zweiten Weltkrieg wurden Dach und Inneres restauriert und am 25. April 1948 die Kirche wieder eröffnet.

### Bevölkerungsentwicklung
| Jahr                       | 1962 | 1968 | 1975 | 1982 | 1990 | 1999 | 2007 | 2016 | 2019 |
| -------------------------- | ---- | ---- | ---- | ---- | ---- | ---- | ---- | ---- | ---- |
| Einwohner                  | 5186 | 5550 | 6596 | 6105 | 5402 | 5142 | 5022 | 4833 | 4795 |
| Quellen: Cassini und INSEE |      |      |      |      |      |      |      |      |      |

## Wirtschaft
Seit Ende des 19. Jahrhunderts existieren im Ort Produktionsstätten von Peugeot. Anfangs wurden hier Werkzeuge, Eisenwaren, Pfeffermühlen, später Autos hergestellt. Letztere produzierte Peugeot (ab 1976 PSA-Konzern, seit 2021 Stellantis) ab 1912 in Sochaux und weiteren Peugeot-Werken. Über längere Zeit, bis in die 1980er Jahre, stellte Peugeot in Mandeure seine Fahrräder oder zumindest einen Großteil davon her. Heute ist von Peugeot in dem Ort nur noch Peugeot Motocycles, Hersteller von  Motorrollern und Motorrädern, angesiedelt.
Außerdem tragen eine Papierfabrik und ein Unternehmen, das sich auf Korrosionsschutz spezialisiert hat, zur Wirtschaft des Ortes bei. Mandeure verfügt auch über einen Campingplatz, der sich am Ufer des Doubs befindet.

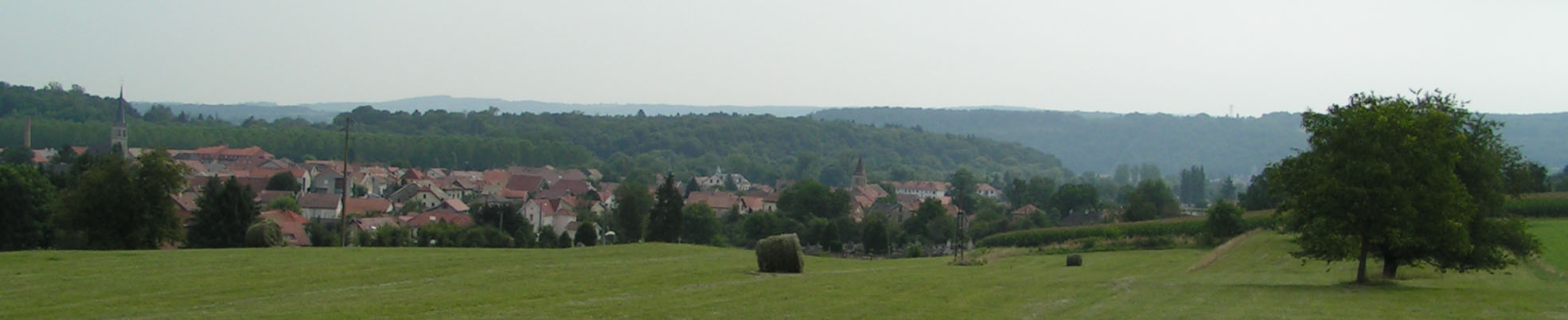
Blick auf Mandeure

Kirchen in Mandeure
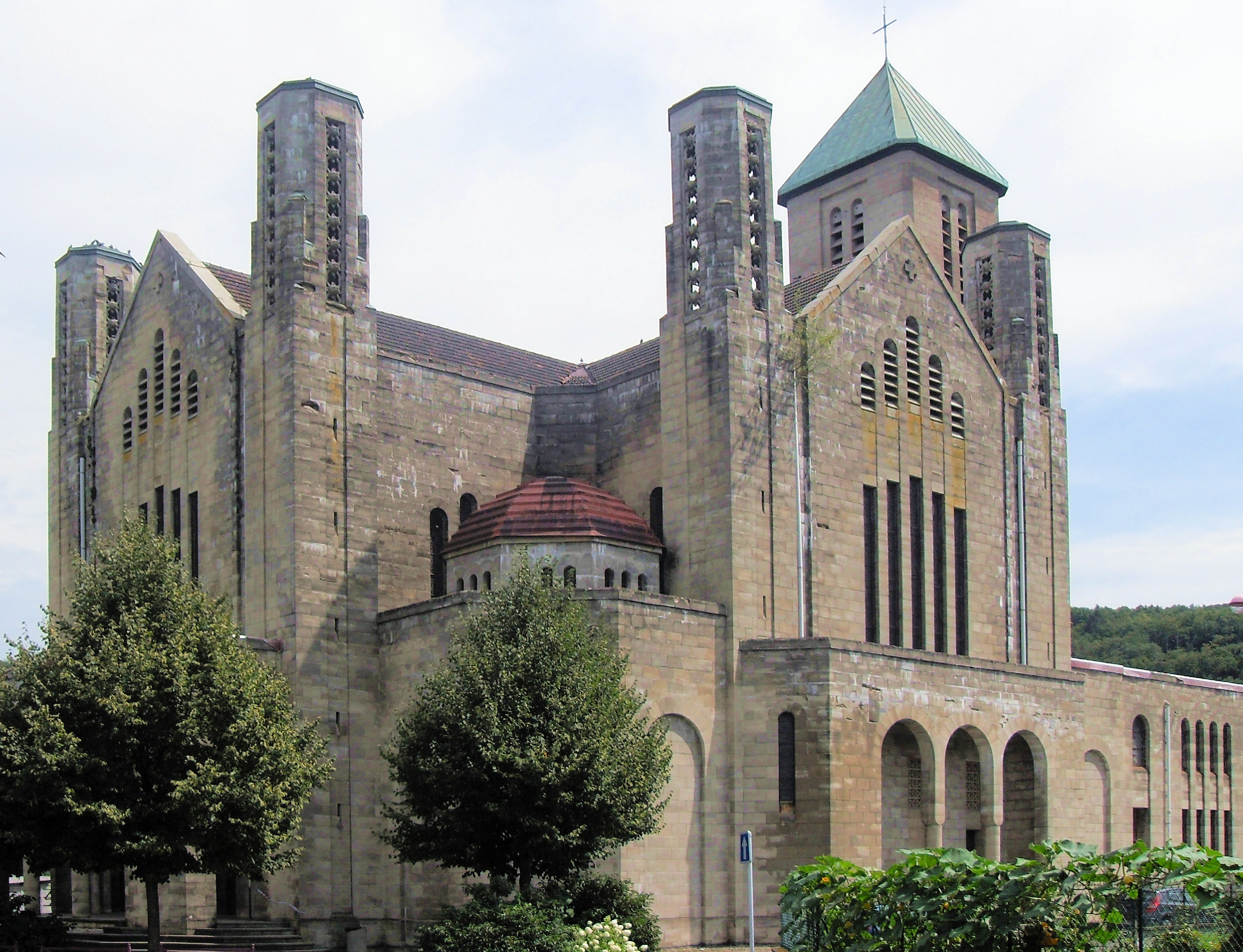
Ehemalige Kirche St. Thérèse (2015 abgerissen)
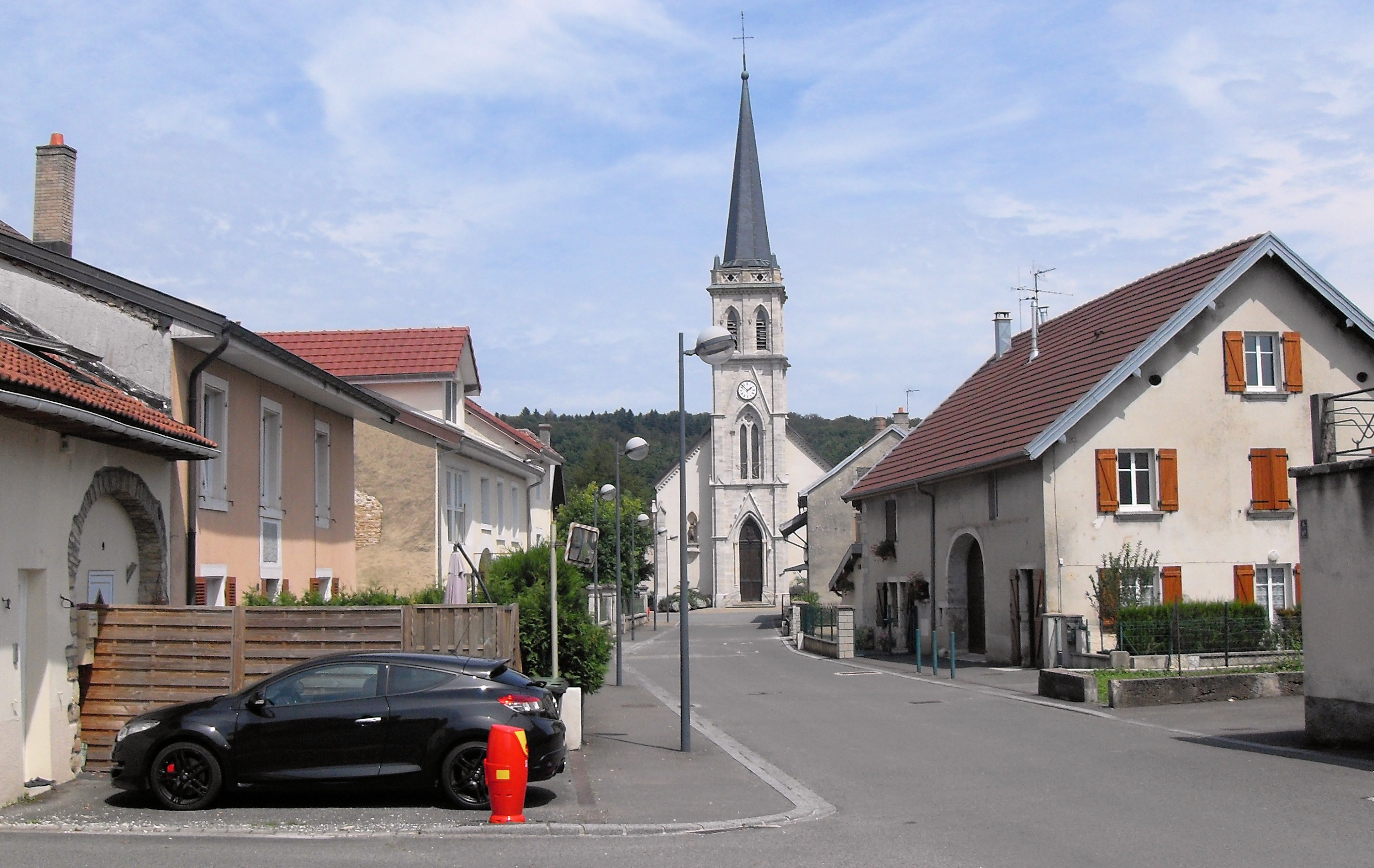
Kirche St. Martin
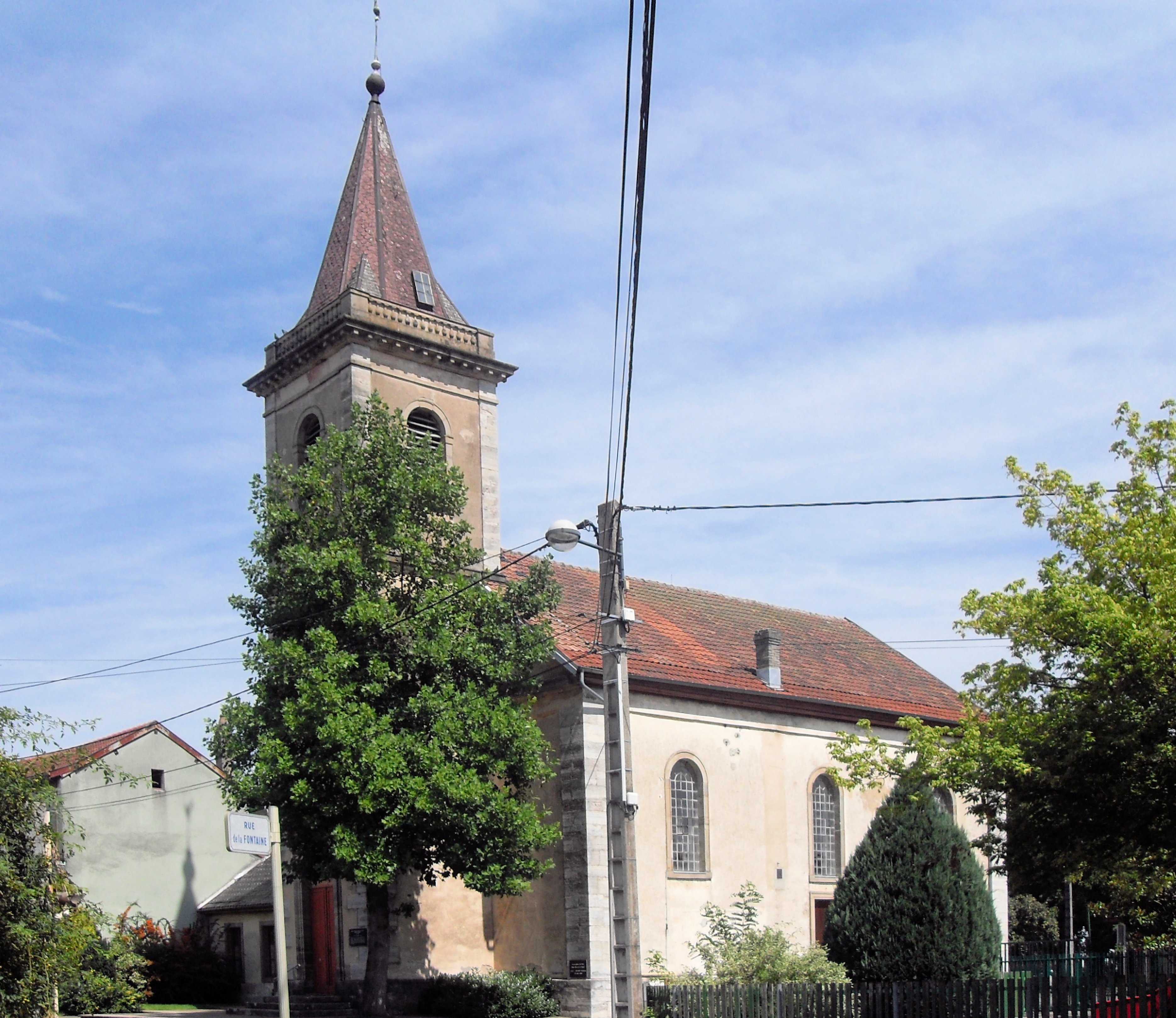
Evangelisch-lutherische Kirche
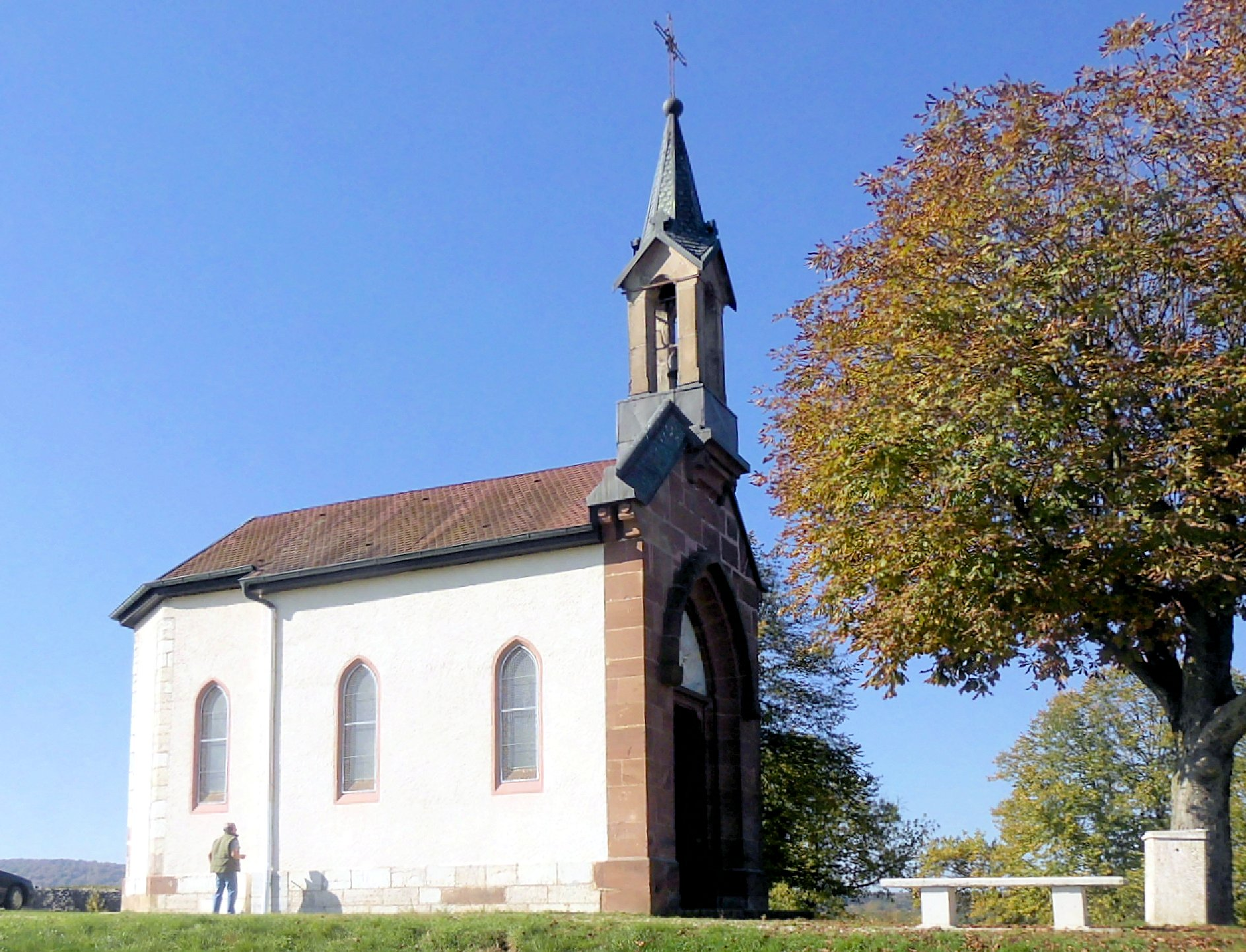
Mariahilf-Kapelle über dem gallorömischen Amphitheater